# 請取状
請取状（うけとりじょう）は、中世以後にみられる古文書の1つ。物資や金銭、文書の授受に際して、請取・受領の証拠として請取人が発行した。ただし、それ以外の利用法もあったと考えられている（後述）。

## 概要
古くから用いられてきた領収書の書式である返抄に代わって登場した文書で、文書様式としては請文の系統に属している。
一般的に「所請如件」「所請取如件」「所納如件」などの請取文言と呼ばれる請取・受領の事実及びそれに伴う諸義務の順守を約束した文言が含まれていた。また、「所納如件」は年貢公事の納付に対する請取を証明する文書として出され、それを特に所納状と称する。
ただし、現存する請取状を見ると、請取状を預状や借用書の代替として用いられた例がみられる。これは「請取」という言葉には受領の他に預・借用の意味があったこと、中世において「もの（＝動産）」の所有概念がきわめて曖昧で不安定であったため、今後の成り行き次第で請取状が預状にも領収書にもなり得たことなどがあげられる。こうしたことを背景として以下のようなことが行われた。
- 預状であれば徳政令の適用を免れ得るために、あらかじめ一定の利息を加えた額を記した請取状を作成することで借用書の代替としたのである。
- 室町時代における荘園の代官請負では、先に代官を請負った者（請負代官）が先に荘園領主に対して年貢の一部を前借の形で支払って請取状を受け取り、後日現地代官からこの請取状と引換に実際の年貢を受け取って清算した（請取状は年貢皆済の証拠として現地代官から荘園領主に戻される）。年貢が無事納入されれば請取状は領収書として機能し、未進が残れば借用書として機能したのである。
- 領主が借用した際に領主側から借用の証拠となる借用書として出された請取状も存在しているが、当時の社会において領主が借用した米銭などを返済される見込みは薄く、受け取った貸し手は領主への支払いに対する領収書とみなした。

近世に入ると、年貢に関する請取状は年貢分納のたびに出される小手形とそれと引換に出される村単位の1年分の年貢皆済目録に整理され、その他の請取状は請取証文・請取手形の名称が用いられるようになった。